# SM 98
SM 98 – polski motocykl jednoosobowy produkowany w latach 1937–1939 w wytwórni SM Stefana Malcherka w Poznaniu. Konstrukcja powstała w oparciu o wcześniejsze doświadczenie zdobyte w produkcji rowerów i motorowerów oraz przy budowie prototypu sportowego motocykla o pojemności silnika 500 cm3. W motocyklu zastosowano silnik własnej produkcji początkowo przeznaczony do napędu kajaków. 

## Dane techniczne
- Rama pojedyncza, rurowa, zamknięta,
- Zawieszenie przednie na widelcu trapezowym,
- Zawieszenie tylne sztywne, siodło jednoosobowe z amortyzacją,
- Silnik SM 98, jednocylindrowy, dwusuwowy, o pojemności skokowej 97,7 cm3,
- Moc 3 KM przy 3500 obr./min.,
- Sprzęgło wielotarczowe, mokre,
- Skrzynka biegów o dwu przełożeniach z ręcznym sterowaniem,
- Prędkość maksymalna: ok. 60 km/h
- Zużycie paliwa: 2,5 l/100 km